# 國家真相與和解中心
國家真相與和解中心（英語： / Centre national pour la vérité et la réconciliation；縮寫： / ）是加拿大真相與和解委員會所搜集所有材料的檔案庫，旨在彙編加拿大印地安人寄宿學校系統的完整歷史與遺產。

## 歷史沿革
國家真相與和解中心是作為2007年《印第安人寄宿學校安置協議》的一部分而設立；該協議規定將建立一個永久的檔案中心，用於存放包括加拿大真相與和解委員會調查記錄在內的相關材料。該中心所存放的資料有來自真相與和解委員會於2009年至2015年所搜集的寄宿學校倖存者證詞、檔案文件及其他材料。除此之外，這裡還存放著數百萬份來自教會和政府的記錄、數百張寄宿學校的照片和7000多份倖存者的聲明。
國家真相與和解中心於2015年秋季在溫尼伯建立，其地址位於曼尼托巴大學校園內。而在2015年11月3日，中心內所存放的檔案全部數字化並向公眾開放瀏覽。
2016年12月，加拿大聯邦政府撥款1000萬加拿大元用於國家真相與和解中心的持續運營。2019年9月，中心被聯合國教育、科學及文化組織列為加拿大世界記憶名錄。

## 日常運營
國家真相與和解中心旨在成為加拿大印地安人寄宿學校系統完整歷史與遺產的資料庫，並向所有加拿大人傳播這段歷史。

## 外部連接
- 官方网站（英文）（法文）
- 國家真相與和解中心的X（前Twitter）
- 國家真相與和解中心的Facebook專頁
- YouTube上的國家真相與和解中心頻道